# Kadada
La Kadada (in russo Кадада?; nell'alto corso Elan'-Kadada) è un fiume della Russia europea centrale, affluente di sinistra della Sura (bacino del Volga). Scorre nell'oblast' di Ul'janovsk e in quella di Penza.

## Descrizione
La sorgente del fiume si trova nel distretto Pavlovskij (Ul'janovsk), a ovest del villaggio di Pavlovka, e sfocia nel fiume Sura a 724 km dalla foce, 2 km a nord del villaggio di Čaadaevka nel distretto Gorodiščenskij (Penza). Il fiume scorre all'interno delle Alture del Volga in direzione nord-occidentale. Ha una lunghezza di 150 km, l'area del suo bacino è di 3 620 km².